# 7 minut (film)
7 minut (tytuł alternatywny Siedem minut) – polski film obyczajowy z roku 2010 w reżyserii Macieja Odolińskiego. Zdjęcia do filmu wykonywano od 4 listopada do 15 grudnia 2008 oraz od 24 do 29 marca 2009 roku.

## Fabuła
Źródło: Filmweb
Bohaterem filmu jest Piotr Winkler, 37-letni projektant. Spotkana w czasie wyjazdu służbowego atrakcyjna kobieta, sprowadza jego szczęśliwe i ustabilizowane do tej pory życie na zupełnie nowe tory.

## Obsada
- Przemysław Sadowski – Piotr Winkler
- Anna Prus – Natalia
- Agnieszka Warchulska – Marta
- Andrzej Nejman – Mirek
- Malwina Buss – Agnieszka
- Marek Kasprzyk – Eryk
- Piotr Borowski – Czarny
- Anita Jancia – Vanessa
- Agnieszka Różańska – recepcjonistka
- Rafał Gerlach – Marcin Knapik
- Julia Groszek – sprzedawczyni
- Jacek Kopczyński – szef
- Robert Wabich – barman
- Jowita Budnik – kobieta z laboratorium
- Piotr Grabowski – dyżurny 112
- Wojciech Starostecki – Krzysztof Wierzba; facet z klubu)
- Marcin Piotrowicz – Krzysiek
- Joanna Zapecka – dziewczyna z biura
- Agnieszka Rogala – dziewczyna z biura
- Natalia Korol – dziewczyna z pubu
- Marta Strońska – dziewczyna z pubu
- Dorota Przybyłek – dziewczyna z pubu
- Klaudia Szymańska – dziewczyna z klubu
- Marian Leszyk – taksówkarz
- Jerzy Biskup – taksówkarz
- Ewa Maksimowicz – Kasia
- Wojciech Andrzejuk – Rudy
- Marek Szajstek – recepcjonista
- Katarzyna Brzostek – wokalistka

## DVD
Wydanie DVD zawiera 95 minutową wersję filmu, oraz dodatki: sceny usunięte (3 i 5 min), making of (15 min), komentarz reżysera, dostęp do scen, zapowiedzi, napisy angielskie.